# Quezon (Quezon)
Quezon è una municipalità di quinta classe delle Filippine, situata nella Provincia di Quezon, nella regione di Calabarzon.
Quezon è formata da 24 baranggay:
- Apad
- Argosino
- Barangay I (Pob.)
- Barangay II (Pob.)
- Barangay III (Pob.)
- Barangay IV (Pob.)
- Barangay V (Pob.)
- Barangay VI (Pob.)
- Cagbalogo
- Caridad
- Cometa
- Del Pilar

- Guinhawa
- Gumubat
- Magsino
- Mascariña
- Montaña
- Sabang
- Silangan
- Tagkawa
- Villa Belen
- Villa Francia
- Villa Gomez
- Villa Mercedes